# Diecezja Arlingtonu
Diecezja Arlingtonu – (łac. Dioecesis Arlingtonensis, ang. Roman Catholic Diocese of Arlington) – rzymskokatolicka diecezja ze stolicą w Arlington, w stanie Wirginia, we wschodniej części Stanów Zjednoczonych.
Jest częścią regionu IV (DC, DE, MD, VA, VI, WV) i obejmuje 21 hrabstw Arlington, Clarke, Culpeper, Fairfax, Fauquier, Frederick, King George, Lancaster, Loudoun, Madison, Northumberland, Orange, Page, Prince William, Rappahannock, Richmond, Shenandoah, Spotsylvania, Stafford, Warren, Westmoreland; oraz miasta: Alexandria, Fairfax, Falls Church, Fredericksburg, Manassas, Manassas Park, Winchester
Diecezja została ustanowiona 28 maja 1974 przez papieża Pawła VI, a bp Thomas Jerome Welsh został mianowany pierwszym biskupem Arlingtonu.

## Parafie
Parafie w diecezji Arlingtonu

## Główne świątynie
- Katedra: Katedra św. Tomasza More w Arlington
- Bazylika mniejsza: Bazylika Najświętszej Maryi Panny w Alexandrii

## Biskupi diecezji Arlington
- Thomas Jerome Welsh (1974-1983)
- John Richard Keating (1983-1998)
- Paul Loverde (1999-2016)
- Michael Burbidge (od 2016)